# Онисифор Девочка
Митрополи́т Онисифо́р (в миру Михаи́л Петро́вич Гринькович-Девочка; начало 1510-х — апрель 1592, Олешевичи) — Митрополит Киевский и всея Руси.
По грамоте короля Сигизмунда II Августа он управлял Лаврашевским монастырём, который потом удержал за собой и в бытность митрополитом. наречён был в 1579 году, а хиротонисан 27 февраля 1583 года. В его управление киевской митрополией началось распространение католицизма в Великом княжестве Литовском. Иезуиты устраивали школы для воспитания юношества в духе католицизма, печатали книги, произносили проповеди. Низложен в 1589 году Патриархом Иеремией II за двоежёнство. Кроме факта двоежёнства (повторного вступления в брак овдовевшего супруга), никакие источники не указывают на какие-то случаи аморального поведения или исключительной нерадивости в исполнении церковных обязанностей. Скорее всего, он ничем не отличался от своих малодеятельных предшественников на митрополичьем престоле, неспособных бороться ни с внутренним кризисом, ни с внешними обстоятельствами, угрожающими православной церкви.

## Происхождение
Девочки — витебский боярский род. В начале XVI века довольно низкого социального статуса, не чурались родства с мещанами, занимали мелкие служебные должности при магнатских дворах. В 1510-х годах получили имение Олешевичи Гродненского повета (ныне Мостовский район).
В начале XVI века хозяйский дворянин Ивашко Девочка получил от некого Луки Бранцы имение, состоявшее из деревень Олешевичи и Кулешевичи и двух пустовщин — Талютевщина и Барсуновщина. В 1519 году Витебский боярин Пётр Гринькович, вместе с дядьками Васькой и Занькой Янковичами, получил имение в Олешевичах от брата последних Ивашки Девочки.
Петр Гринькович как гродненский боярин засвидетельствовал 11 октября 1523 года, что получил по своей жене дом в Бресте по улице Жидовской и просил освободить этот дом от всех местских налогов. За него в этом деле просил Брестский староста Юрий Иванович Ильинич, у которого Петр Гринькович служил писарем. Из документа от 1523 года следует, что жена Петра — Брестская мещанка, сестра Мартина Даньковича. Пётр Гринькович имел ещё некоторые имущественные дела по этому вопросу в Бресте 23 августа 1525 года.
На переписи 1528 года Гродненский боярин Петр Гринькович также упоминается. Тем же 1528 годом, 29 марта, датировано подтверждающее письмо великого князя Сигизмунда Старого хозяйскому дворянину Петру Гриньковичу на часть имения в Гродненском повете «у Волешевичъ, в Кулешевичахъ». 1532 годом, 15 декабря, датируется подтверждающее письмо великого князя Сигизмунда I Старого хозяйскому дворянину Петру Гриньковичу на право владения дворцом в Зенововщине Гродненского повета. Зеновщина — часть имения Ятвеск (сейчас не существует, территория Щучинского района) Гродненского повета, ранее была продана Петру Гриньковичу витебским хоружим Романом Гарасимовичем.
В 1538 и 1539 годах среди служителей Витебского воеводы упоминается Федька Девочка. В 1541 году, наверное, этот Фёдор как родственник выступал истцом вместе с Михном Петровичем и его дядьками Михайлом, Жданом в деле о праве владения Зенововщиной после покойного Петра Гриньковича.
Михаил Петрович Гринькович-Девочка — сын господарского дворянина Петра Гриньковича, пожалуй первый из рода, кто сделал значительную карьеру. Он занимал правительство городничего киевского, позже митрополичий престол Киевский, Галицкий и всей Руси.
В актовых книгах Гродненского земского суда конца XVI — начала XVII века некоторые земяне называют себя Гриньковичами-Девочками, такую двойную фамилию в 1597—1608 годы употреблял, например, Иоанн Фёдорович Гринькович-Девочка, родственник митрополита.

## Ранняя биография
Постоянно жил в своем имении Олешевичи. К 1540 году уже овдовел, имел по крайней мере двух детей. В 1540 году заключил второй брак с княжной Анной Тимофеевной Пузыной, отписал ей часть имения Олешевичи. Тестю — князю Тимофею Ивановичу Пузыне, принадлежали имения Баличи (ныне Щучинский район), Глыбокое (Щучинский район), Мосты (ныне город Гродненской области) и Раковичи (Щучинский район), которые почти со всех сторон окружали Олешевичи, а также, наверное, Новый Двор, полученный Пузыном как приданое за женой.
В 1541 году Михна Петрович Гринькович вместе с дядей Михайлом, Жданом и родственником Федором был истцом в деле о праве владения Зенововщиной, частью имения Ятвеск, от своего покойного отца. Упоминается как владелец Олешевичей в актах Гродненского земского суда под 1555 (под фамилией Гринькович) и 1558 годами и в Писцовой книге Гродненской экономии под 1558 годом.
Под фамилией Девочка упоминается как один из киевских урядников 15 июня 1562 года. В документах 1566—1570 годов Михаил Петрович Девочка называется киевским городничим, правительство имело ряд обязанностей, которые вынуждали постоянно жить в Киеве. В свое время украинский историк Леонид Тимошенко высказал мысль, что киевский городничий Михаил Девочка мог быть братом митрополита Онисифора девочки, но из завещания последнего обнаружилось, что это одно и то лицо. На пост 1567 года до 28 сентября Михаил Девочка, городничий Киевский «з ыменья своего Олешевич выслал сына своего Яроша, кони з ним 2, пнцр., пр., согай., саб., рогатн. Он же ставил драба 1 з рогатиною, мечом». Таким образом в то время временем в родительском имении жил совершеннолетний сын.
С конца 1570-х годов Михаил Петрович снова жил в своем имении Олешевичи. Подписался 14 февраля 1578 года как киевский городничий среди свидетелей завещания Гродненского земянина Юрия Быковского, составленного в имении Мокрец (сейчас не существует, территория Щучинского района) неподалёку от Олешевичей.
В том же 1578 году, 1 октября, «дворянин его королевской милости» Михаил Петрович Девочка представил в Гродненский земский суд выписку из актовых книг Виленского городского суда о продаже ему киевским римско-католическим епископом-номинатом Николаем Пацем грунта имения Рожанка (Щучинский район) Гродненского повета за 60 коп литовских грошей. Сам документ о продаже был составлен в Вильне 28 августа 1577 года, активирован в Вильнюсском Гродненском суде 15 декабря 1577 года, из него следует, что на тот момент Михаил Петрович был светским лицом и семейным человеком — грунт приобретался с возможностью передачи «малжонце, детемъ и потомъкомъ его», а также, что Пац продает грунт как малопотребный, так как лежит отдельно от других земель имения Рожанка, между землями имения Олешевичи.

## Церковное служение
Перед тем, как стать митрополитом был игуменом Лавришевского монастыря (размещался возле Новогрудка — центра митрополичьей епархии в Литве), ещё со времён Сигизмунда II Августа, то есть, до 1572 года (последний год жизни монарха). На этот важный момент биографии будущего митрополита указывают все историки, однако источников они не приводят. В грамоте Сигизмунда III Михаилу Брольницкому на Лавришевский монастырь от 28.08.1591 года обще упоминается, что монастырь был предоставлен Онисифору девочке Сигизмундом Августом еще до времени поставления его на митрополита.
Согласно записи в акте Литовской метрики от 19.06.1579 года, в деле королевского секретаря Матфея Протасовича-Островского, сына умершего митрополита Ионы, Онисифор ещё именуется «нареченнымъ митрополитомъ». 12.12.1579 года как митрополит он заключил декрет с «инстигатором» о юрисдикцию в Киеве. Обстоятельства номинации и посвящения Онисифора являются не до конца выясненными. По крайней мере, остается загадкой информация о том, ещё вроде бы посвященная произошло лишь 27.02.1583 года. Примечательно, что в тот же день митрополит выдал вставленную грамоту иерею Афанасию. Важно, что уже в 1579 года началась архиерейская деятельность Онисифора, которая лучше документируется в 1580-х года.
Как отмечал митрополит Макарий (Булгаков), «Западнорусская Церковь нуждалась тогда, более чем когда-либо прежде, в пастырях и архипастырях достойнейших как по умственным качествам, так и по нравственным. Враги её — латиняне, особенно иезуиты, с каждым днём усиливались и усиливали на неё свои нападения. Завязывалась борьба открытая, в которой православные хотя старались принимать все меры для своей обороны, но, достаточно не приготовленные и не имея искусных вождей, поневоле во многом должны были уступать своим противникам. Доселе деятельность литовских иезуитов сосредоточивалась в Вильне и направлена была преимущественно на подавление протестантства. Теперь они успели утвердиться и в других местах Западнорусского края, и в некоторых почти исключительно для совращения православных».
Православные в то время выступали на борьбу с иезуитами, организовывали братства, открывали православные школы, славянские типографии, где печатали книги для защиты православия, но не находили себе поддержки у митрополита Онисифора, который, не будучи подготовлен к той деятельности, какая от него требовалась по условиям времени, кроме того, явно тормозил деятельность православных братств и приходов стремился лишь к упрочнению влияния, и власти высшего духовенства за счёт православных приходов и братств, приобретших давно уже некоторые права в управлении православной церковью в Великом княжестве Литовском и выбиравших себе на основании старого обычая епископов, которые лишь утверждались киевским митрополитом. До нас дошло несколько жалоб братств и прихожан на митрополита. В 1585 году галицко-русские дворяне писали митрополиту: «А что еще горшего, ваша милость рачишь поставляти сам один епископы без свидетелей и без нас, братьи свои, чего вашей милости и правила забороняют; и за таким зквапным вашей милости совершением негодные ся в такий великий сан епископский совершают и поруганью закону святого на столици епископлей с жонами своими кроме всякого в стыду живут и детки плодят». Члены Львовского братства в своём объявлении 1600 годы говорили: «в духовном сословии умножились беспорядки при худом пастырстве киевского и галицкого митрополита Онисифора Девочки, двоеженца и человека веры сомнительной. Он дозволил епископами быть двоеженцам, а иным епископам жить с женами, несмотря на монашеские обеты и намножил несколько тысяч попов двоеженцев и троеженцев, подозреваемых в разных преступлениях».
Онисифор вступал в открытые тяжбы с прихожанами. Так, когда в 1579 году ему был пожалован королём виленский Троицкий монастырь и Онисифор воспрепятствовал исконному праву горожан виленских проверять монастырское имущество, горожане жаловались королю и король решил дело принципиально в пользу горожан. Митрополиту удалось добиться подтверждения королём прав и преимуществ высшего русского духовенства, и в 1585 году король Стефан Баторий подтвердил права митрополита и епископов отправлять духовные требы и суды без всяких вмешательств дворян, горожан и других светских лиц.
В важном вопросе о введении Григорианского календаря в употребление среди русского духовенства и русского православного населения, чего особенно добивались иезуиты в интересах пропаганды католицизма, Онисифору удалось удержаться при православной пасхалии и он в 1586 году выхлопотал от короля грамоту на право свободного пользования греческим календарём.

## Низложение и последние годы
В 1588—1589 годах объезжал области Великого княжества Литовского константинопольский патриарх Иеремия II, который нашёл много неурядиц в православной церкви и, а также воспретил отправления богослужения священникам-двоежёнцам. Митрополит Онисифор был женат два раза и возведён был на митрополию вопреки канонам. Понятие «двоежёнство», однако, вовсе не означало двух жен одновременно, а применялось, когда после смерти первой жены брался второй брак-такое обстоятельство было препятствием для рукоположения в священнический сан и, соответственно, получения духовных должностей. Допускалось пострижение в монахи и занятие духовных должностей мужчинами, овдовевшими после смерти первой жены. В Вильне Иеремия II созвал собор, на котором произошло низложение митрополита Онисифора за двоежёнство. Из-за того, что преемником Онисифора на митрополичьем посту стал Михаил Рогоза, один из участников заключения Брестской унии 1596 года. Высказывалось мнение, что обвинение в «двоеженстве» — элемент кампании по дискредитации оппонента.
В 1590 году Онисифор покинул Виленский Свято-Троицкий монастырь. Не было достоверно известно, где он жил после этого-высказывались мнения, что при кафедральной церкви в Новогрудке или в Лавришевском монастыре. Завещание, однако, свидетельствует-последние годы он жил в своем имении Олешевичи.
В 1591 году, 10 января, когда Онисифор уже не был митрополитом, он по-прежнему называется «велебныи в Бозе его милость отецъ», когда его уполномоченный представил в суд для актикации выпись из гродненских гродских книг от 3 октября 1590 года об обстоятельствах приобретения части имения Ятвеск — Заболотье. Наверное, сразу после своего низложения бывший митрополит активно занялся упорядочением имущественных дел. Одновременно с выписью был представлен подробный инвентарь купленного имения, датированный 29 сентября 1590 года, по его словам, имение было приобретено за 650 коп литовских денег, состояло из 2 боярских служб и 10,5 служб людей тяглых.
В 1592 году, 10 апреля, Онисифор собственноручно сложил в своем имении Олешевичи завещание, где отмечал, что делает это «розумеючи мне по худом и утлом здоровъю моем, яко то у старости летех, иж есми ближшии смерти нижли жывоту». Уже 29 апреля 1592 года, трое сыновей Онисифора в Олешевичах составили письма о разделении между собой движимого и недвижимого отцовского имущества. Днём ранее, 28 апреля 1592 года, вдова бывшего митрополита княжна Анна Пузына свидетельствовала о получении от сыновей денежной суммы, записанной в завещании «небожчика пана Михаила, в духовенъстве названого отца Онисифора Петровича Девочки, митрополита Киевского, малжонка ее». Таким образом Онисифор умер в своём имении Олешевичи между 10 и 28 апреля 1592 года.
В завещании не было высказано пожелание о месте захоронения. Не упомянуты ни церковь, ни монастырь, ни даже представители духовенства. Богатое церковное убранство, которым владел бывший митрополит, было отдано им в заставу светским лицам. По мнению исследователей, из этого можно сделать вывод, что он был похоронен не в крупном и престижном монастыре Вильно, Новогрудка или в Лавришево, а в ближайшей от Олешевичей церкви. Православные землевладельцы восточной оконечности Гродненского повета, где находились и Олешевичи, избирали местом своего захоронения церковь Святого Николая в деревне Турейск (ныне Щучинский район). Также возможно, что бывшего митрополита похоронили в церкви, которая находилась на землях Девочек, по дороге из Ятвеска до Олешевичей, хотя и известна из источников как «церковь в Ятвеску», но располагалась вне больших поселений возле фольварка Шнипки (ныне Щучинский район). Неизвестно, были ли при этой церкви в конце XVI века кладбище или крипта. Возможно, вообще, в те времена церковь была приписной к другой.